# المؤسسة البرازيلية للمثليين، والمثليات، مزدوجي التوجه الجنسي، ترافستي، المتحولين جنسيا، وثنائيي الجنس

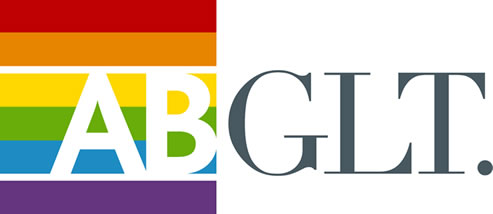

المؤسسة البرازيلية للمثليين، والمثليات، مزدوجي التوجه الجنسي، ترافستي، المتحولين جنسيا، وثنائيي الجنس (بالبرتغالية: Associação Brasileira de Gays, Lésbicas, Bissexuais, Travestis, Transexuais e Intersexos أو ABGLT‏) هي شبكة وطنية مكونة من 203 مجموعة عضو، مثل حوالي 141 مجموعة للمثليين والمثليات والمتحولين جنسيا، وحوالي 62 منظمة «متعاونة» معنية بحقوق الإنسان والإيدز. منذ يوليو 2009، تتمتع المؤسسة البرازيلية للمثليين، والمثليات، مزدوجي التوجه الجنسي، ترافستي، المتحولين جنسيا، وثنائيي الجنس بمركز استشاري لدى المجلس الاقتصادي والاجتماعي للأمم المتحدة.
تم تأسيسها من قبل 31 مجموعة مؤسسية في 31 يناير 1995. تدعي المنظمة أنها أكبر شبكة للمثليين في أمريكا اللاتينية.

## الأهداف
وفقًا لبيان مهمة المؤسسة البرازيلية للمثليين، والمثليات، مزدوجي التوجه الجنسي، ترافستي، المتحولين جنسيا، وثنائيي الجنس، تهدف المنظمة إلى «تعزيز الإجراءات التي تضمن المواطنة وحقوق الإنسان للمثليين والمثليات ومزدوجي التوجه الجنسي والمتحولين جندريا والمتحولين جنسيا، والمساهمة في بناء مجتمع ديمقراطي لا يتعرض فيه أي شخص لأي شكل من أشكال التمييز أو الإكراه أو العنف بسبب توجههم الجنسي أوهويتهم الجندرية.»
في الوقت الحالي، تشمل أهداف المؤسسة البرازيلية للمثليين، والمثليات، مزدوجي التوجه الجنسي، ترافستي، المتحولين جنسيا، وثنائيي الجنس ما يلي:
- مراقبة برنامج البرازيل بدون رهاب المثلية
- مكافحة رهاب المثلية في المدارس
- مكافحة الإيدز والأمراض الأخرى المنقولة عن طريق الاتصال الجنسي
- الاعتراف بالتوجه الجنسي والهوية الجندرية كحقوق إنسانية داخل السوق المشتركة الجنوبية
- الدعوة إلى سياسات حكومية وميزانيات متعلقة بحقوق المثليين
- تدريب المثليات في مجال حقوق الإنسان والدعوة
- تعزيز فرص العمل والرعاية للأفراد المتحولين جنسيا؛
- تدريب المستشارين القانونيين على القضايا المتعلقة بالجنسية للأشخاص المثليين